# French Open 1940 (Badminton)
Die French Open 1940 im Badminton fanden in Paris statt. Es war die 12. Auflage des Championats.

## Titelträger
| Disziplin    | Sieger                          |
| ------------ | ------------------------------- |
| Herreneinzel | Henri Pellizza                  |
| Dameneinzel  | Yvonne Girard                   |
| Herrendoppel | Henri Pellizza René Gathier     |
| Damendoppel  | Yvonne Girard Madeleine Girard  |
| Mixed        | Henri Pellizza Madeleine Girard |